# T99 (groupe)
Pour les articles homonymes, voir T99.
T99 (également T.99) est un groupe belge de musique électronique, actif entre 1989 et 1992. Il se composait des producteurs Patrick DeMeyer, Oliver Abbeloos et Phil Wilde. Il se fait connaître à la fin des années 1980 et au début des années 1990, notamment avec les titres Anasthasia et Nocturne. T99 réunissait sous le genre de la musique électronique les styles breakbeat, new beat, techno, house, rave et downtempo.

## Histoire
T99 est formé sous le nom de Turbo 99 par Patrick DeMeyer à la fin des années 1980, alors qu'il publiait trois morceaux en solo. Lorsque DeMeyer entend parler d'Olivier Abbeloos, qui travaillait sur un titre intitulé Anasthasia (14e du UK Singles Chart en mai 1991) ; il lui propose de produire le morceau avec lui. Ils publient en 1991, et à partir de là, ils travaillent ensemble sous le nom de T99 sur l'album Children of Chaos, qui est sorti en 1992. Pour certains morceaux, ils collaborent avec d'autres producteurs et musiciens.
Oliver Abbeloos (né le 18 janvier 1969 à Alost) est le producteur du titre le plus populaire de T99 et a participé à de nombreux autres groupes et projets musicaux (notamment L&O). Patrick DeMeyer est notamment le producteur de Technotronic, Phil Wilde est également impliqué dans le célèbre projet musical 2 Unlimited. Le producteur Serge Ramaekers (plus tard aussi, entre autres, de Freddie Mercury) est également cité comme producteur du titre Too Nice to Be Real (1989) du T99. Perla Den Boer est mentionnée comme ayant participé à la chanson Nocturne. La voix sur les pistes de Children of Chaos du T99 est celle de Zénon Zevenbergen.

## Discographie

### Albums
- 1992 : Children of Chaos
- 2000 : Complete Works: The Best of T99

### Singles
| Année                                          | Single                   | Meilleure position | Meilleure position | Meilleure position | Meilleure position | Meilleure position | Meilleure position | Meilleure position | Album                           |
| Année                                          | Single                   | BEL (FLA)          | P.-B               | SUI                | SUÈ                | IRL                | R.-U               | US Dance           | Album                           |
| ---------------------------------------------- | ------------------------ | ------------------ | ------------------ | ------------------ | ------------------ | ------------------ | ------------------ | ------------------ | ------------------------------- |
| 1988                                           | Invisible Sensuality     | —                  | —                  | —                  | —                  | —                  | —                  | —                  | Single inédit                   |
| 1988                                           | Slidy                    | —                  | —                  | —                  | —                  | —                  | —                  | —                  | Single inédit                   |
| 1989                                           | Too Nice to Be Real      | —                  | —                  | —                  | —                  | —                  | —                  | —                  | Single inédit                   |
| 1991                                           | Anasthasia               | 9                  | 4                  | 23                 | —                  | 22                 | 14                 | 5                  | Children of Chaos               |
| 1991                                           | Nocturne                 | 39                 | 19                 | —                  | 27                 | —                  | 33                 | —                  | Children of Chaos               |
| 1992                                           | Gardiac                  | —                  | —                  | —                  | —                  | —                  | —                  | —                  | Children of Chaos               |
| 1992                                           | Maximizor                | —                  | —                  | —                  | —                  | —                  | —                  | —                  | Children of Chaos               |
| 2000                                           | The Rhythm of the Groove | —                  | —                  | —                  | —                  | —                  | —                  | —                  | Complete Works: The Best of T99 |
| « — » signifie qu'aucune place n'est atteinte. |                          |                    |                    |                    |                    |                    |                    |                    |                                 |